# Clase Sejong el Grande
Los destructores clase Sejong el Grande (en hangul, 세종대왕급 구축함; en hanja, 世宗大王級驅逐艦; romanización revisada, Sejongdaewanggeup Guchukham), también conocidos como KD-III, son tres destructores de misiles guiados de la Armada de la República de Corea. El segundo barco fue encargado en agosto de 2010 y el tercero en agosto de 2012. En 2013, la Armada coreana ha desplegado tres barcos con opción de adquirir tres más. En diciembre de 2013 la opción para adquirir el segundo lote fue tomada.

## Historia
El barco presenta el Sistema de Combate Aegis (Base 7 Fase 1) combinado con la antena del radar multifunción AN/SPY-1D.
La clase Sejong el Grande es la tercera fase de un programa de construcción de la armada sudcoreana, el KoreanDestroyer eXperimental (KDX), un ambicioso programa que busca mejorar la capacidad de su armada para defender exitosamente las áreas marítimas alrededor Corea del Sur de diferentes amenazas, así como adquirir la capacidad de una flota de alta mar.
Con 8500 toneladas de desplazamiento y 11 000 toneladas a plena carga, los destructores KDX-III de la clase Sejong el Grande son por mucho los destructores más grandes en la armada surcoreana. Un poco más voluminosos y más pesados que los destructores de la clase Arleigh Burke o Atago para acomodar 32 misiles más. El KDX-III es actualmente de los barcos más grandes para llevar el sistema de combate Aegis.

## Armamento
Los destructores de la clase Sejong el Grande tienen como arma principal un cañón naval 127 mm/L62 Mk. 45 Mod 4, el cual es una versión mejorada del mismo utilizado en navíos de varias naciones extranjeras. Su armamento de defensa de punto incluye un Goalkeeper CIWS  de 30 mm y un RIM-116 RAM Bloque 1 con 21 salvas, siendo la primera plataforma Aegis en llevar un sistema RAM.
El armamento antiaéreo consiste en un Sistema de lanzamiento vertical (VLS) SM-2 Bloque IIIA y IIIB con 80 células.
Para guerra antisubmarina, los armamentos consta de cohetes antisubmarinos  K-ASROC Hong Sahng-uh (Tiburón Rojo) y 32 torpedos K745 LW Cheong Sahng-uh (Tiburón Azul).
Para la guerra antisuperficie, está dotado de 16 misiles antibuque de largo alcance SSM-700K Hae Sung-uh (Estrella de Mar), cada uno con un rendimiento similar a los misiles Harpoon. La capacidad de ataque a tierra es proporcionada por el misil de crucero recientemente desarrollado Hyunmoo-3C (Guardián del Cielo del norte), el cual es similar a los Tomahawk.

### Baterías de misiles
- VLS: célula de 128 misiles
  - Mk 41 VLS 48 (Proa)
  - Mk 41 VLS 32 (Popa)
  - K-VLS 48 (Popa)
- Lanzamisiles Antibuque: 16

## Designación
El 20 de abril de 2007, el Jefe de Operaciones Navales de la Armada de la República de Corea anunció que el primer barco destructor de clase KDX-III sería denominado Sejong el Grande. Sejong el Grande (Hangul: 세종대왕) es elKDX-III cuarto rey de la Dinastía Joseon de Corea. Se le adjudica la creación del alfabeto coreano, Hangul.

## Barcos en la clase
| Nombre                    | Numeral | Constructor                             | Botado                  | Comisionado             | Estado |
| ------------------------- | ------- | --------------------------------------- | ----------------------- | ----------------------- | ------ |
| ROKS Sejong El Grande     | DDG-991 | Hyundai Industrias pesadas              | 25 de mayo de 2007      | 22 de diciembre de 2008 | Activo |
| ROKS Yulgok Yi Yo         | DDG-992 | Daewoo Shipbuilding & Ingeniería marina | 14 de noviembre de 2008 | 31 de agosto de 2010    | Activo |
| ROKS Seoae Yu Seong-ryong | DDG-993 | Hyundai Industrias pesadas              | 24 Marcha 2011          | 30 de agosto de 2012    | Activo |

El 10 de diciembre de 2013 la armada coreana confirmó la orden de tres más barcos en la misma clase.